# 龙州秋海棠
龙州秋海棠（学名：Begonia morsei）是秋海棠科秋海棠属的植物。分布于中国大陆的广西、云南等地，生长于海拔1,475米的地区，常生长在岩洞壁上或林下阴处石上，目前已由人工引种栽培。